# Vĩnh Hưng (phường)
Vĩnh Hưng là một phường thuộc thành phố Hà Nội, Việt Nam.

## Lịch sử
Khu vực này vốn là Vĩnh Hưng Trang. Đến năm 1740, vua Lê Hiển Tông lên ngôi lấy niên hiệu Cảnh Hưng nên Vĩnh Hưng Trang được đổi thành xã Vĩnh Tuy.
Trước đây, xã Vĩnh Tuy gồm các thôn Thượng, Đoài, Tân Khai, Đông Thiên và Trung Lập. Năm 1956, Trung Lập nhập về xã Lĩnh Nam. Năm 1982, vùng đất Vĩnh Tuy Đoài được nhập vào nội thành Hà Nội để thành lập phường Vĩnh Tuy, thuộc quận Hai Bà Trưng.
Ngày 6 tháng 11 năm 2003, Chính phủ ban hành Nghị định số 132/2003/NĐ-CP về việc:
- Thành lập quận Hoàng Mai thuộc thành phố Hà Nội.
- Thành lập phường Vĩnh Hưng thuộc quận Hoàng Mai trên cơ sở toàn bộ 179,65 ha diện tích tự nhiên và 11.382 nhân khẩu của xã Vĩnh Tuy thuộc huyện Thanh Trì.

Tính đến ngày 31 tháng 12 năm 2024, phường Vĩnh Hưng có diện tích 1,76 km² và quy mô dân số là 31.239 người.
Ngày 16 tháng 6 năm 2025, Quốc hội Việt Nam quyết định sắp xếp một phần diện tích tự nhiên, quy mô dân số của phường Vĩnh Hưng, Lĩnh Nam, Thanh Trì (quận Hoàng Mai cũ) và một phần phường Vĩnh Tuy (quận Hai Bà Trưng cũ) thành phường mới có tên gọi là phường Vĩnh Hưng.

## Địa lý
Phường Vĩnh Hưng có vị trí địa lý:
- Phía Đông tiếp giáp phường Lĩnh Nam (ranh giới đi theo đường đê Nguyễn Khoái)
- Phía Tây tiếp giáp phường Vĩnh Tuy, Tương Mai (ranh giới đi theo phố Dương Văn Bé - phố Tân Khai - đường Lĩnh Nam)
- Phía Nam tiếp giáp phường Hoàng Mai (ranh giới đi theo đường Lĩnh Nam)
- Phía Bắc tiếp giáp phường Lĩnh Nam (ranh giới đi theo đường đê Nguyễn Khoái)

## Hành chính
Trụ sở Đảng ủy - UBND phường Vĩnh Hưng đặt tại số 177 phố Thanh Đàm.

## Kinh tế
Cơ cấu kinh tế của phường Vĩnh Hưng chuyển dịch theo hướng đô thị hóa, từ nông nghiệp, tiểu thủ công nghiệp sang lĩnh vực dịch vụ - thương mại và bất động sản.
Phường có hệ thống trung tâm thương mại, dịch vụ ăn uống, giải trí phát triển mạnh tại các khu đô thị mới cũng như những khu vực có mật độ dân cư đông đúc tại các tuyến đường Vĩnh Hưng, Lĩnh Nam, Tam Trinh.
Phần lớn đất nông nghiệp, đất tiểu thủ công nghiệp đã được chuyển đổi mục đích sử dụng sang đất ở, đất xây dựng hạ tầng công cộng, khu đô thị, chung cư cao tầng. Chỉ còn diện tích không đáng kể nằm rải rác hoặc xen kẽ trong khu dân cư cũ, hoạt động sản xuất mang tính chất tự cấp, tự túc.
Trên địa bàn phường còn một số cơ sở sản xuất cơ khí, sửa chữa, may mặc nằm rải rác trong các khu dân cư.

## Xã hội

### Giáo dục
Các trường học tại phường bao gồm Trường TH & THCS Vĩnh Hưng, Trường TH & THCS Thanh Trì, Trường TH & THCS Vĩnh Tuy và Trường TH & THCS Lĩnh Nam.
Các cơ sở giáo dục cao hơn có Trường Đại học Mở Hà Nội và Trường Đại học Kinh doanh và Công nghệ Hà Nội.

## Văn hóa
Phường Vĩnh Hưng có di tích đền, đình, chùa Đông Thiên được công nhận là Di tích lịch sử cấp Quốc gia năm 1990.
Phường có lễ hội làng truyền thống tổ chức hàng năm từ ngày 30 tháng Giêng đến mùng 2 tháng Hai âm lịch gắn liền với tục thờ Thánh Nha Cát Đại Vương - vị Thành Hoàng làng của khu vực này. Lễ hội có các nghi thức rước kiệu, tế lễ truyền thống. Bên cạnh đó, còn có các trò chơi dân gian như cờ tướng, chọi gà, đu quay, đập niêu và hát quan họ, biểu diễn trích đoạn chèo.